# Žurga
Žurga  je priimek več znanih Slovencev:
- Janez (Franc) Žurga (1885—1969), frančiškan in geolog
- Tom Žurga (*1998), nogometaš